# Rome-Paris-Rome
Pour plus de détails, voir Fiche technique et Distribution.
Rome-Paris-Rome (titre italien : Signori, in carrozza!) est un film franco-italien réalisé par Luigi Zampa sorti en 1951.

## Synopsis
Vincenzo Nardi, contrôleur de wagons-lits sur la ligne Rome-Paris-Rome, a une vie calquée sur son métier. À Rome, il est insatisfait de sa vie de famille, par le désordre de son épouse et par la présence aussi de son beau-frère Gennaro... Par contre à Paris, la tendre Ginette l'attend...

## Fiche technique
- Titre : Rome-Paris-Rome
- Titre italien : Signori, in carrozza!
- Réalisation : Luigi Zampa assisté de Mauro Bolognini et Jean Laviron
- Scénario : Vitaliano Brancati, Agenore Incrocci, Ruggero Maccari, Furio Scarpelli et Luigi Zampa
- Musique : Renzo Rossellini
- Photographie : Carlo Montuori
- Montage : Eraldo Da Roma
- Pays d'origine :  Italie /  France
- Genre : comédie
- Dates de sortie :

## Distribution
- Aldo Fabrizi : Vincenzo Nardi
- Sophie Desmarets : Ginette
- Vera Nandi : Clara Nardi
- Peppino De Filippo : Gennaro
- Barbara Florian : Mirella